# Tania Mallet
Tania Mallet (Blackpool, 19 mei 1941 – Margate, 30 maart 2019) was een Engels model en actrice. Haar bekendste rol was die van Tilly Masterson in de James Bondfilm Goldfinger (1964). Ze was de dochter van een Engelse vader en een Russische moeder.

## Levensloop
Mallet ging naar de Lucy Clayton's School of Modelling, waar ze op haar zestiende model werd.
Mallet had al eerder geprobeerd de rol van het Russische Bondmeisje Tatiana Romanova te krijgen in From Russia with Love (1963), omdat zij zelf half Russisch is. Maar omdat zij een behoorlijk Engels accent had, ging de rol naar Daniela Bianchi. Ze werd echter een jaar later wel als Bondmeisje gecast voor de rol van Tilly Masterson in Goldfinger, nadat zij een foto van zichzelf in bikini naar de Bondproducer Albert R. Broccoli had gestuurd.
Verder heeft zij weinig geacteerd in films. Ze is voornamelijk bekend geworden door haar carrière als bikinimodel in de jaren zestig.
- Gemeinsame Normdatei: 1184605351
- International Standard Name Identifier: 0000 0004 1028 7527
- Library of Congress Control Number: no2013068967
- Virtual International Authority File: 304901099
- WorldCat: E39PBJghrtdXFQjd9PfqGXvj4q